# Neira Ortiz
Neira Marina Ortiz Ruiz, född 6 juli 1993 i San Juan, Puerto Rico, USA, är en volleybollspelare (center). 
Med Puerto Ricos landslag har hon deltagit i bl.a. VM och nordamerikanska mästerskapet. I flera av mästerskapen har hon utsetts till bästa center. Hon har spelat med klubbar i USA, Puerto Rico, Peru, Tyskland, Ungern, Rumänien och Polen.